# Palazzolo Vercellese
Palazzolo Vercellese é uma comuna italiana da região do Piemonte, província de Vercelli, com cerca de 1.328 habitantes. Estende-se por uma área de 13 km², tendo uma densidade populacional de 102 hab/km². Faz fronteira com Camino (AL), Fontanetto Po, Gabiano (AL), Trino.

## Demografia
| Variação demográfica do município entre 1861 e 2011                               |
|                                                                                   |
| Fonte: Istituto Nazionale di Statistica (ISTAT) - Elaboração gráfica da Wikipedia |